# لينا هييلم - والين
لينا بيرجيتا هييلم - والين (بالسويدية: Lena Hjelm-Wallén)‏ (من مواليد 14 يناير 1943) هي سياسية سويدية. في عام 1968 أصبحت لينا عضوا في البرلمان السويدي ( Riksdag ) وشغلت عدة مناصب وزارية، بدءا من عام 1974 كأصغر وزير لذلك التاريخ. وهي عضو في الحزب الديمقراطي الاجتماعي ، وشغلت منصب وزيرة التعليم من عام 1982 إلى عام 1985 ، كوزير للخارجية من 1994 إلى 1998 ونائبة لرئيس الوزراء في الفترة من 1995 إلى 2002. 
وقد شغلت منصب رئيس مجلس إدارة المعهد الدولي للديمقراطية والمساعدة الانتخابية (IDEA) ، وهي منظمة حكومية دولية تضم 25 دولة عضو هدفها دعم التغيير الديمقراطي المستدام في جميع أنحاء العالم.

## روابط خارجية
- لينا هييلم - والين على موقع مونزينجر (الألمانية)
- لينا Hjelm - Wallen في موقع Riksdag

| مكاتب سياسية                       | مكاتب سياسية                             | مكاتب سياسية                   |
| ---------------------------------- | ---------------------------------------- | ------------------------------ |
| مكتب جديد                          | وزير المدارس ‏ 1974-1976                  | تبعها بريت موغارد [الإنجليزية] |
| سبقها جان إريك ويستروم ‏            | وزير التربية والتعليم 1982-1985          | تبعها لينارت بوستروم ‏          |
| مكتب جديد                          | وزير التعاون الدولي للتنمية ‏ 1985-1991   | تبعها بريت موغارد [الإنجليزية] |
| سبقها كجيل أولوف فلدت ‏ قائم بأعمال | نائب رئيس وزراء السويد ‏ قائم بأعمال 1990 | تبعها أود انجستروم ‏            |
| سبقها مارغريتا أف أوغلاس           | وزير الشؤون الخارجية ‏ 1994-1998          | تبعها آنا ليند                 |
| سبقها غون هيلسفيك ‏                 | وزير العدل ‏ 1988-1991                    | تبعها غون هيلسفيك ‏             |
| سبقها منى شاهلين                   | نائب رئيس وزراء السويد ‏ 1995-2002        | تبعها مارغريتا وينبرج          |
| سبقها ليلى فرايفالدس               | وزير العدل ‏ قائم بأعمال 2000             | تبعها توماس بودستروم ‏          |
| سبقها بيورن فون سيدو ‏              | وزير الدفاع ‏ قائم بأعمال 2002            | تبعها بار نودر ‏ قائم بأعمال    |